# Matoušův jilm
Matoušův jilm je památný strom v obci Kounov, zhruba 13 km na severozápad od okresního města Rakovníka. Jilm vaz (Ulmus laevis) roste při jihozápadním okraji vesnice, na nádvoří sokolovny, zhruba 430 metrů jihovýchodně od železniční zastávky. Strom se nalézá několik desítek kroků západně od budovy sokolovny, v jihozápadním koutě jejího oploceného pozemku, který z této strany lemuje příjezdová silnička k zemědělskému areálu a za ní otevřené pole, z ostatních stran pak obklopuje zástavba obce. Terén, jen nevýrazně zvlněný a celkově se mírně sklánějící k jihovýchodu, zde dosahuje nadmořské výšky těsně přes 420 metrů.
Jilm požívá ochrany od roku 2007 pro svůj vzrůst a stáří. Měřený obvod jeho kmene činí 251 centimetrů, výška stromu 25 metrů. Na místě je jilm označen jednak tabulí „Památný strom“ s malým státním znakem a rovněž naučnou tabulkou s textem, popisujícím tento druh jilmu. Obě tabulky jsou osazeny na sloupcích vedle vrat v oplocení.

## Fotogalerie

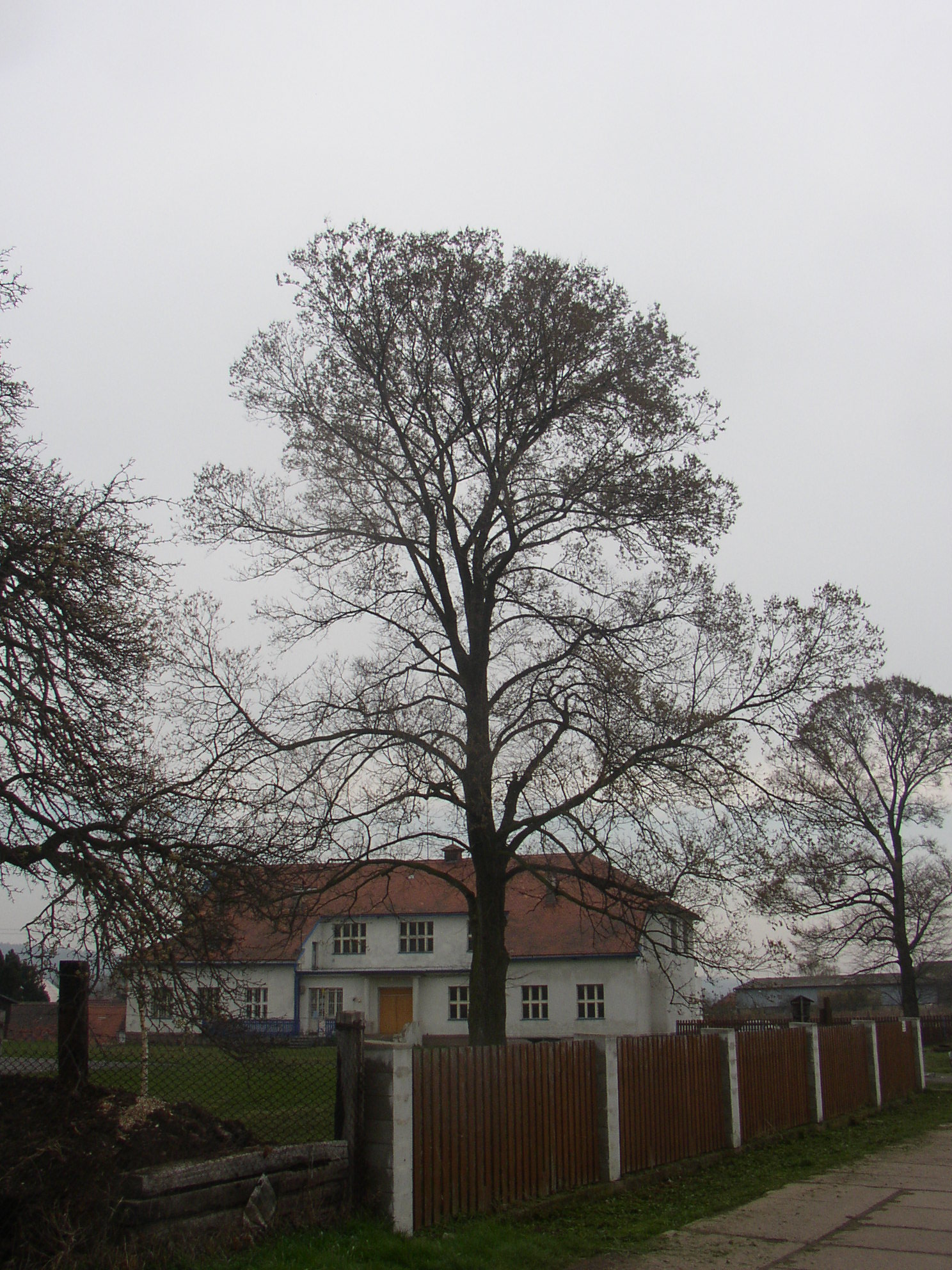
Celkový pohled od západu, v pozadí sokolovna
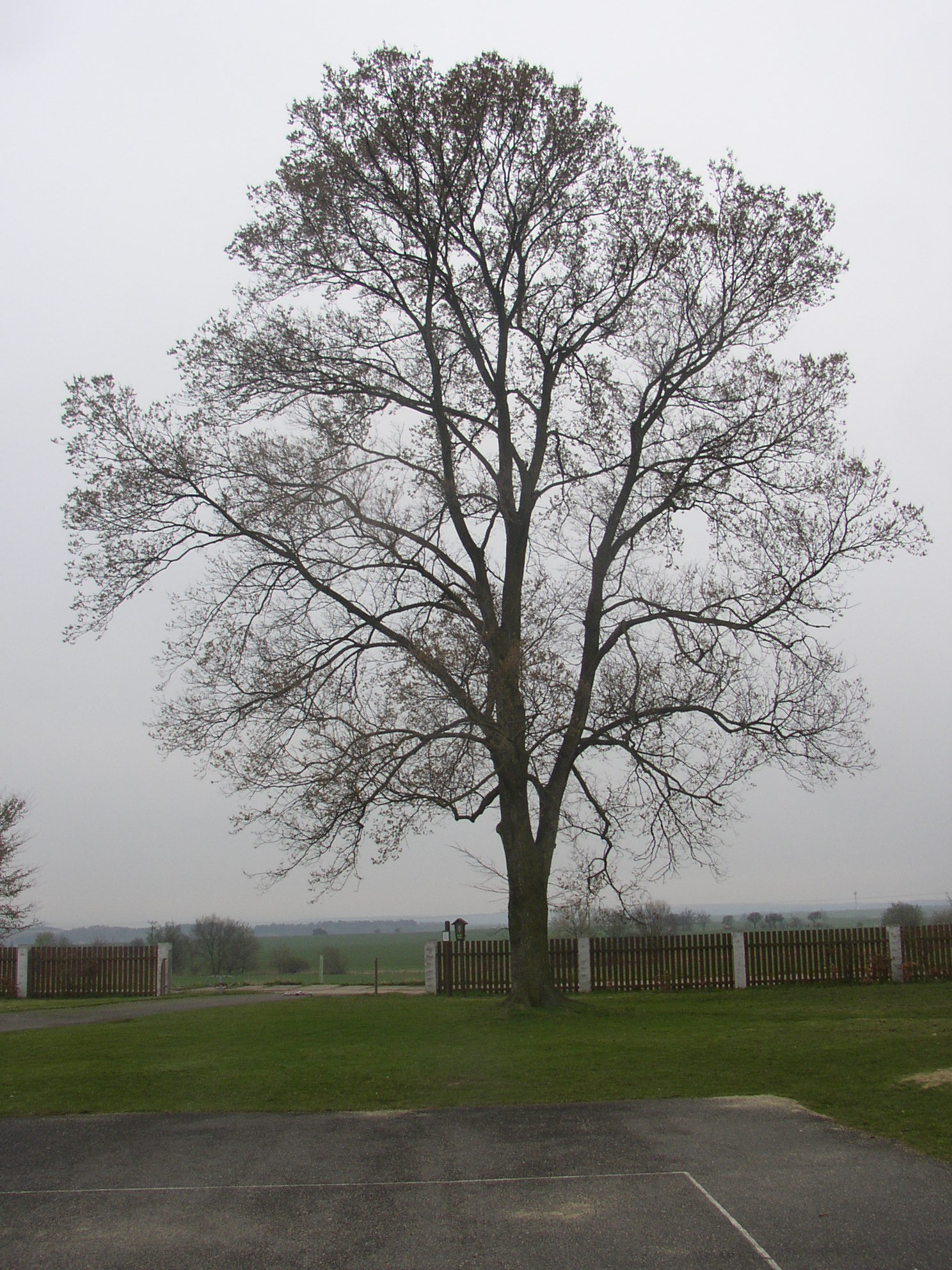
Celkový pohled od jihu
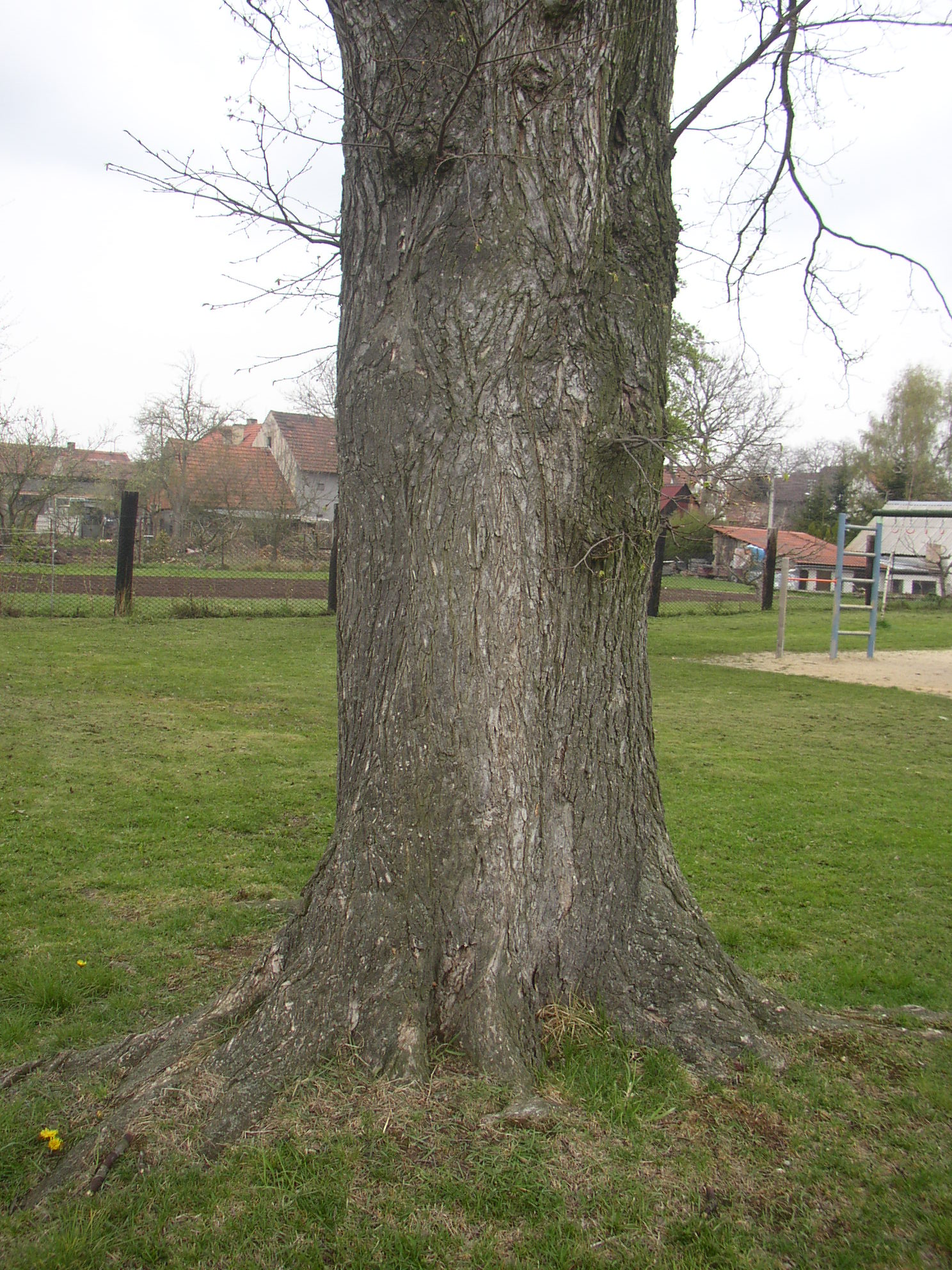
Detail kmene, jv. strana
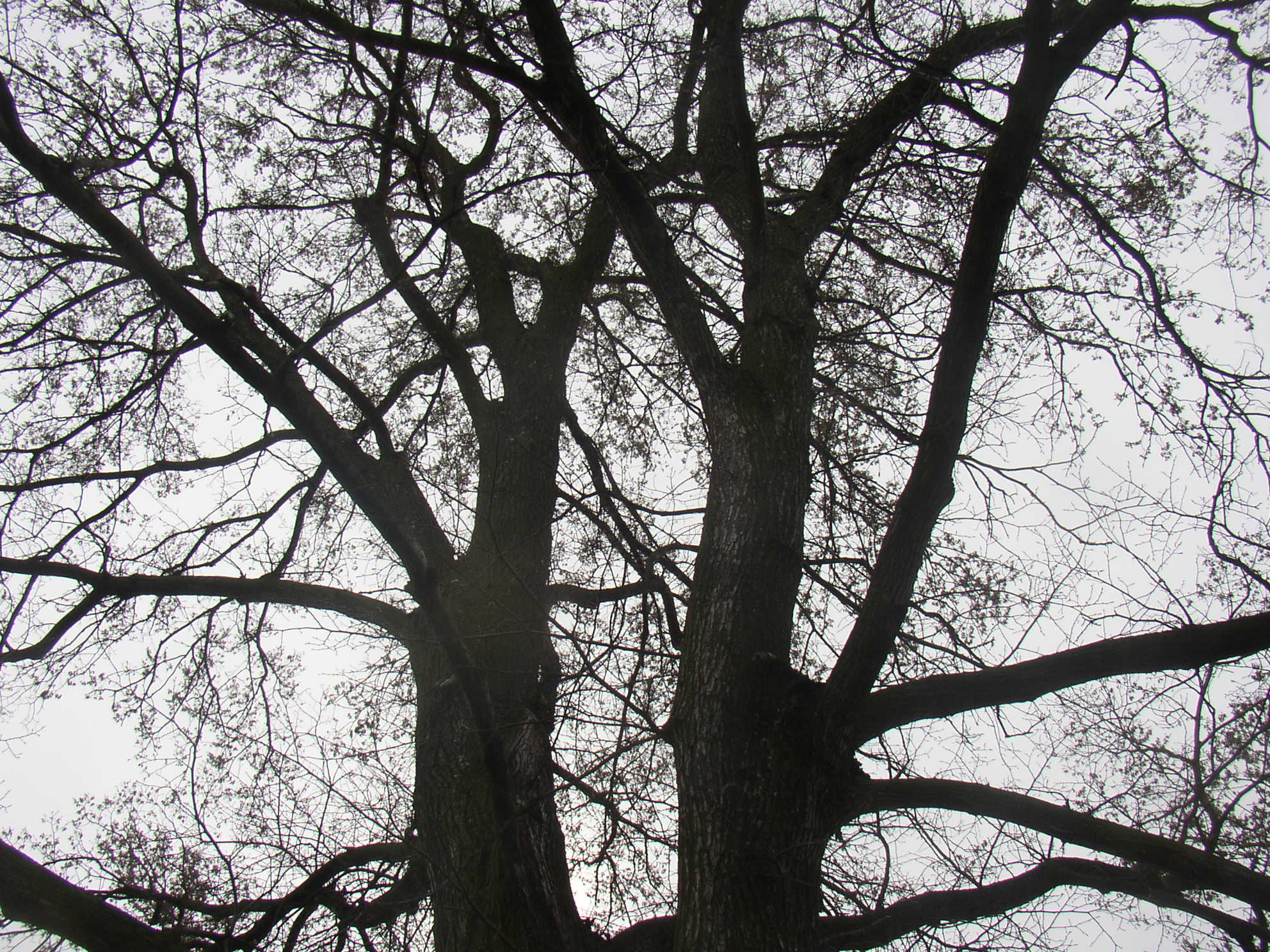
Pohled vzhůru na větvení koruny
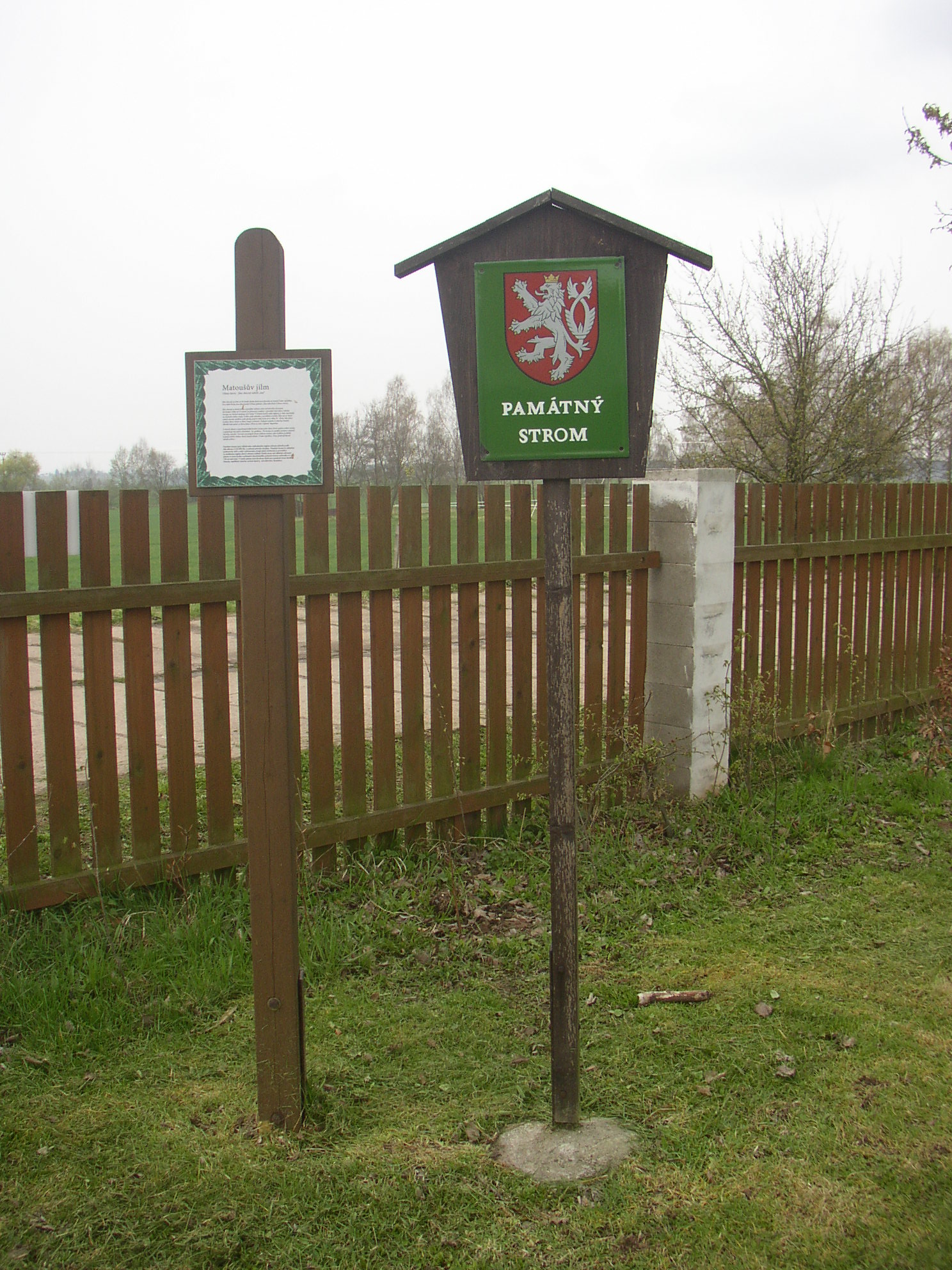
Označník a naučná tabulka u plotu

## Památné a významné stromy vokolí
- Dub ve Svojetíně (4,5 km jz.)
- Dub ve Velké Černoci (5,6 km z.)
- Jírovec u Kleinova statku (Konětopy, 7,3 km ssv.)
- Jírovec u rybníka (Pnětluky, 4,8 km ssv.)
- Lípa v Kounově (200 m vsv.)
- Lípa v Mutějovicích (3,2 km vjv.)
- Lípy ve Hředlích (6,4 km vjv.)